# Luigi II d'Angiò
Luigi II d'Angiò-Valois (Tolosa, 5 ottobre 1377 – Angers, 1º maggio 1417) è stato un principe francese.
Figlio di Luigi I, duca d'Angiò, conte di Provenza e di Forcalquier, del Maine e re titolare di Napoli dal 1382, e di Maria di Blois, figlia di Carlo di Blois-Châtillon duca di Bretagna e di Giovanna di Penthièvre, come conferma Anselme de Sainte-Marie nella Histoire généalogique et chronologique de la maison royale de France, des pairs, grands officiers de la Couronne, de la Maison du Roy et des anciens barons du royaume.... Tome I / par le P. Anselme. nel 1384 succedette al padre nei titoli e rivaleggiò con il re Ladislao I d'Angiò-Durazzo nelle pretese al trono di Napoli.
Dopo la sua morte, i titoli e le pretese al trono di Napoli passarono al figlio Luigi III d'Angiò.

## Biografia
Nel 1378, a meno di un anno, suo padre lo offrì alla tredicenne Benedetta, figlia di Ugone III, sovrano di Arborea, che però rifiutò, accusando il duca di tradimento dei trattati firmati nel 1377.
Nel luglio del 1382, Luigi fu fidanzato con Lucia Visconti, figlia di Bernabò Visconti, signore di Milano (regnante insieme al fratello Galeazzo II), e di sua moglie, Beatrice della Scala, come conferma il documento n° CLXVI dei Documenti diplomatici tratti dagli Archivj Milanesi, Volume 1.
Suo padre Luigi I era morto nel 1384 a Bisceglie, nel tentativo di conquistare il regno di Napoli.
Luigi quindi ereditò i possedimenti angioini detenuti dal padre, compresa la Provenza, rivaleggiando con Carlo di Durazzo (padre di Ladislao) per il possesso del Regno di Napoli. Infatti fu proclamato re di Napoli nella cattedrale di Bari, ma dovette rientrare in Provenza, che riuscì a sottomettere solo nel 1387.
Nel 1386, alla morte di suo padre Carlo, Ladislao fu proclamato re ancora minorenne, ma i sostenitori di Luigi si risollevarono contro di lui e lo costrinsero a rifugiarsi prima a Castel dell'Ovo e poi a Gaeta, infine ad abbandonare il regno, mentre Luigi II veniva incoronato re dall'antipapa avignonese Clemente VII il 1º novembre 1389, alla presenza del re di Francia Carlo VI.
Luigi inviò Ottone IV di Brunswick ad occupare Napoli in suo nome e, nel 1390, prese possesso del reame,  sedendone sul trono per circa dieci anni.
Durante le sue assenze la Provenza fu governata dalla madre Maria di Bretagna. Nel 1399 il ventitreenne Ladislao si lanciò alla conquista della corona che era stata di suo padre Carlo. Luigi, impegnato nella lotta contro i baroni pugliesi, fu sopraffatto dalla determinazione del giovane Durazzesco, che già dilagava nel reame e occupava la capitale Napoli. L'Angioino allora abbandonò la propria causa e fece ritorno in Francia, consentendo a Ladislao di affermarsi come nuovo sovrano di Napoli.

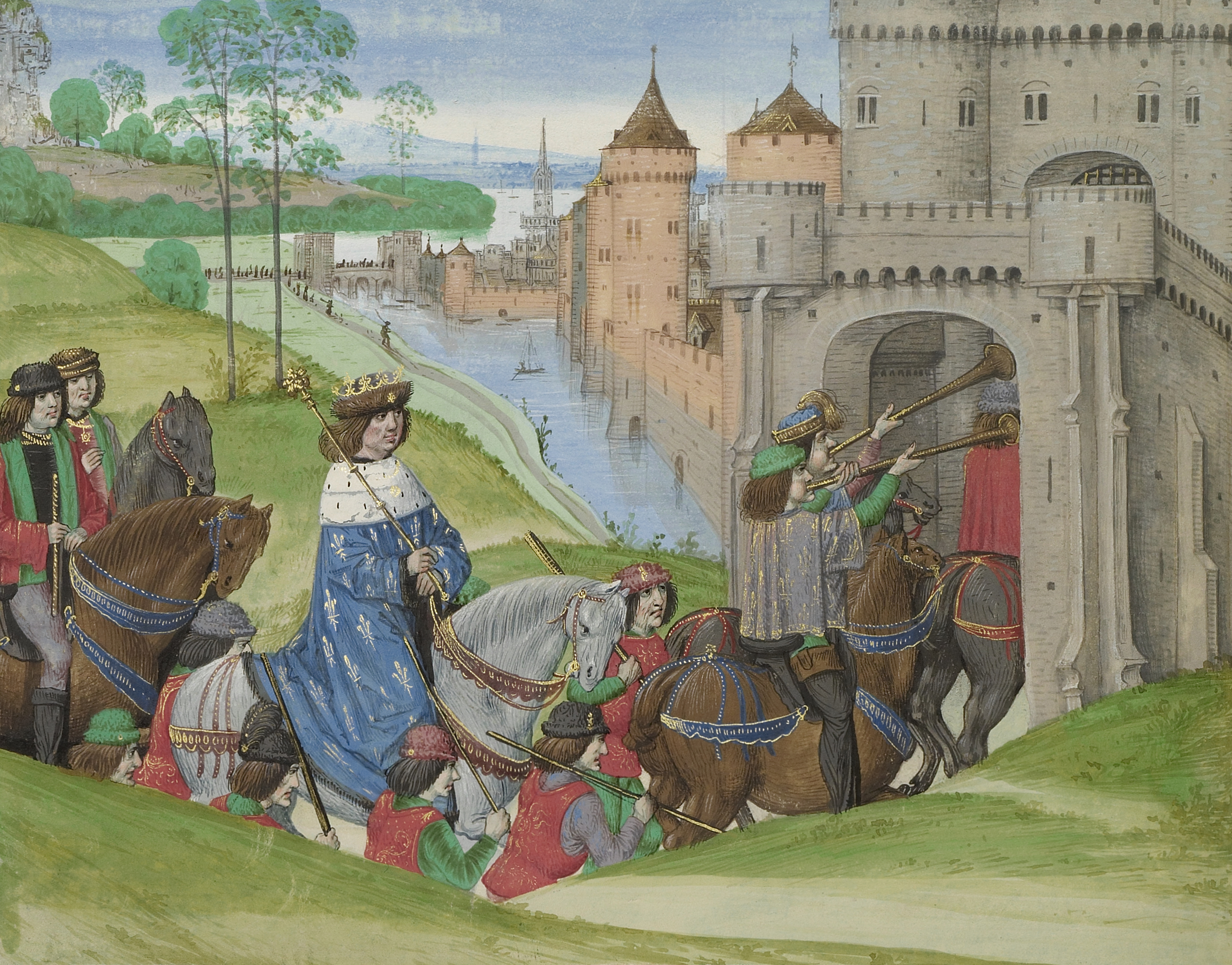
Luigi entra a Parigi, in una miniatura, 1480–83, Getty Center, Los Angeles

Nel 1400, ad Arles, Luigi, come conferma Anselme de Sainte-Marie nella Histoire généalogique et chronologique de la maison royale de France, des pairs, grands officiers de la Couronne, de la Maison du Roy et des anciens barons du royaume.... Tome I / par le P. Anselme aveva sposato Iolanda di Aragona (1384-1442), figlia del re Re di Aragona, di Valencia, di Sardegna e di Maiorca, re titolare di Corsica, Conte di Barcellona e delle contee catalane, Giovanni I e della sua seconda moglie, Iolanda di Bar (1365-1431), che, secondo l'estratto della Histoire Latine du Roy Charles VI, datato 1404 della Histoire généalogique de la maison royale de Dreux (Paris), Luxembourg, Preuves de l'histoire de la maison de Bar-le Duc era la figlia femmina quartogenita del marchese di Pont-à-Mousson e duca di Bar, Roberto I e di sua moglie, Marie di Valois, figlia di Giovanni II di Francia e di Bona di Lussemburgo, quindi sorella del re di Francia, Carlo V.
Il matrimonio gli diede la possibilità di intervenire nella contesa ereditaria per il trono d'Aragona, in difesa dei diritti del figlio, Luigi. Il padre di Iolanda, re Giovanni I di Aragona, era morto nel 1396 e nel 1410 era scomparso anche lo zio Martino I. Per Luigi poteva essere l'occasione di rifarsi del fallimento dell'impresa napoletana, ma anche la prospettiva del trono aragonese per il figlio Luigi non si realizzò.
Luigi e Iolanda furono chiamati «Re e Regina dei Quattro Regni»: Sicilia, Gerusalemme, Cipro e Aragona. Un'altra interpretazione ha inteso invece il titolo di Napoli separato da quello di Sicilia, escludendo quindi Cipro.
Durante il grande scisma, Luigi fu un alleato dell'antipapa Benedetto XIII e dopo l'elezione ad antipapa di Giovanni XXIII, fu sostenitore del concilio di Pisa.
Nel 1407, assieme allo zio Giovanni duca di Berry, indagò sull'omicidio del duca d'Orléans Luigi di Valois (23 dicembre) e ricevette la confessione del duca di Borgogna Giovanni senza Paura di essere stato il mandante dell'omicidio.

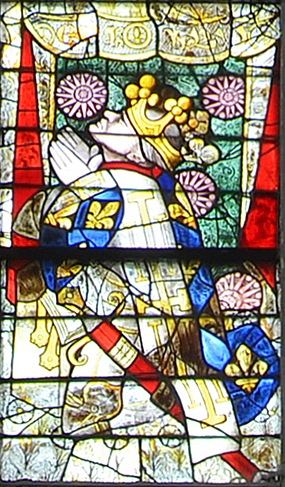
Luigi II raffigurato su una vetrata della Cattedrale di San Giuliano, Le Mans

Nel 1409 Luigi intervenne ancora nel regno di Napoli; prima affrontò le truppe di Ladislao, che avevano occupato Roma l'anno precedente, e le respinse dalla città e poi, in qualità di alleato dell'antipapa Giovanni XXIII, sferrò un nuovo attacco al Durazzesco e riportò una vittoria nella battaglia di Roccasecca (1411), ma il confronto militare vide comunque la netta prevalenza di Ladislao. Privato del sostegno di una parte della nobiltà napoletana e incalzato dalle pressioni dei suoi stessi soldati, che reclamavano la fine delle ostilità, Luigi fu costretto a rinunciare per la seconda volta alle sue pretese sul trono napoletano e a ritirarsi nuovamente in Francia.
Secondo la Chronique normande de Pierre Cochon, notaire apostolique à Rouen, Luigi II d'Angiò morì il 1º maggio 1417 nel suo castello di Angers, cuore dell'Angiò, e lì fu sepolto.
Suo figlio Luigi gli subentrò in tutti i suoi titoli, comprese le rivendicazioni sul trono di Napoli.

## Discendenza

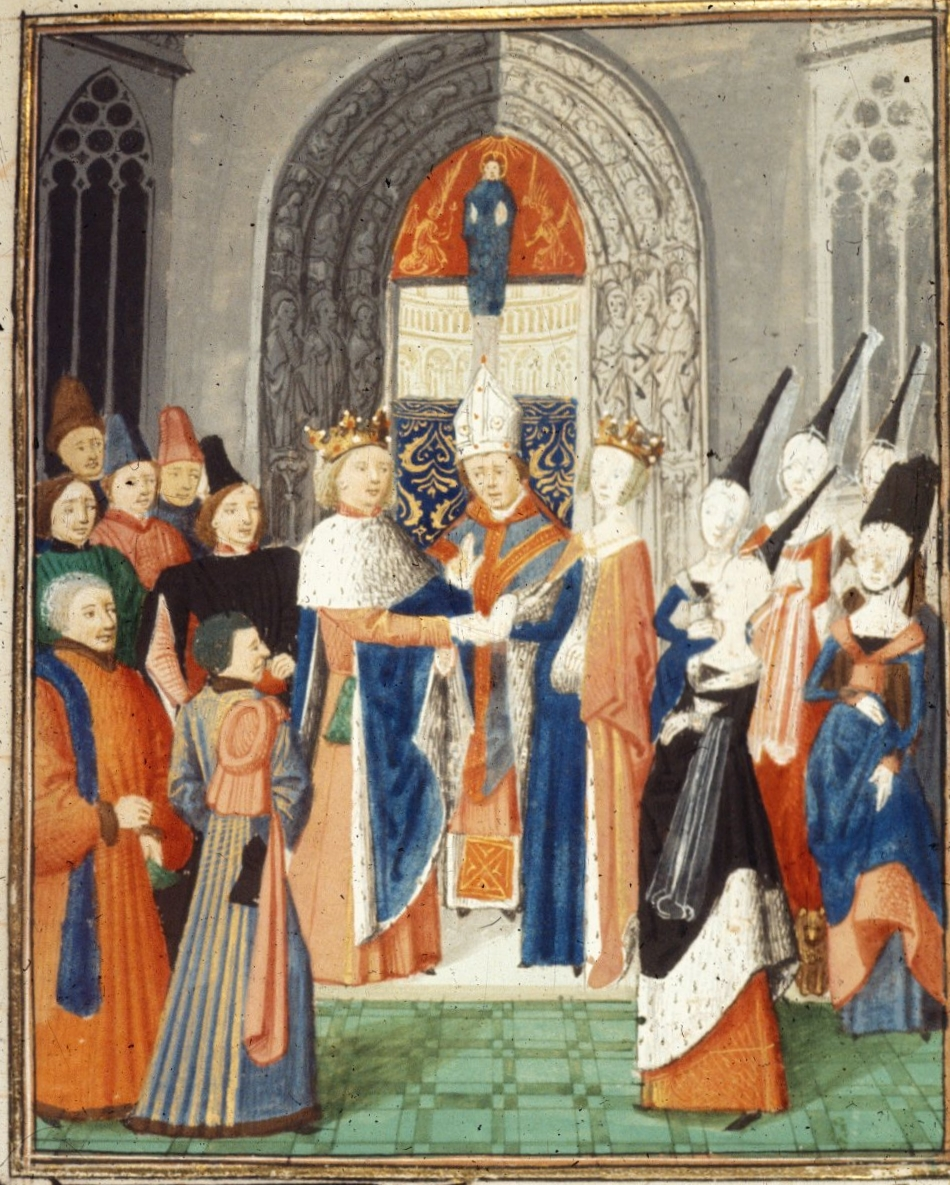
Matrimonio fra Luigi d'Angiò e Iolanda d'Aragona, in una miniatura delle Cronache di Jean Froissart, Biblioteca nazionale di Francia, Parigi

Dal matrimonio con Iolanda Luigi ebbe sei figli:
- Luigi III d'Angiò (1403-1434), re titolare di Napoli, Duca d'Angiò ecc.[7];
- Maria (1404 – 1463), Regina di Francia, sposata (Bourges, 1422) a Carlo VII di Francia[7];
- Renato d'Angiò (1409-1480), Re di Napoli, Duca d'Angiò ecc.[7];
- Iolanda (Arles, 1412 – 1440), sposata (Nantes, 1431) a Francesco I di Bretagna[7];
- Carlo IV d'Angiò (1414 – 1472) Conte del Maine[7].

## Ascendenza
|                        |                            |                           | Genitori                  |  |  | Nonni |  |  | Bisnonni              |  |  | Trisnonni       |  |
|                        |                            |                           |                           |  |  |       |  |  | Filippo VI di Francia |  |  | Carlo di Valois |  |
|                        |                            |                           |                           |  |  |       |  |  | Filippo VI di Francia |  |  | Carlo di Valois |  |
|                        |                            | Margherita d'Angiò        |                           |  |  |       |  |  | Filippo VI di Francia |  |  |                 |  |
| Giovanni II di Francia |                            |                           |                           |  |  |       |  |  | Filippo VI di Francia |  |  |                 |  |
|                        |                            | Giovanna di Borgogna      | Roberto II di Borgogna    |  |  |       |  |  |                       |  |  |                 |  |
|                        |                            | Giovanna di Borgogna      | Roberto II di Borgogna    |  |  |       |  |  |                       |  |  |                 |  |
|                        |                            | Giovanna di Borgogna      | Agnese di Francia         |  |  |       |  |  |                       |  |  |                 |  |
| Luigi I d'Angiò        |                            | Giovanna di Borgogna      |                           |  |  |       |  |  |                       |  |  |                 |  |
|                        |                            | Giovanni I di Boemia      | Enrico VII di Lussemburgo |  |  |       |  |  |                       |  |  |                 |  |
|                        |                            | Giovanni I di Boemia      | Enrico VII di Lussemburgo |  |  |       |  |  |                       |  |  |                 |  |
|                        |                            | Giovanni I di Boemia      | Margherita di Brabante    |  |  |       |  |  |                       |  |  |                 |  |
| Bona di Lussemburgo    |                            | Giovanni I di Boemia      |                           |  |  |       |  |  |                       |  |  |                 |  |
|                        |                            | Elisabetta di Boemia      | Venceslao II di Boemia    |  |  |       |  |  |                       |  |  |                 |  |
|                        |                            | Elisabetta di Boemia      | Venceslao II di Boemia    |  |  |       |  |  |                       |  |  |                 |  |
|                        |                            | Elisabetta di Boemia      | Guta d'Asburgo            |  |  |       |  |  |                       |  |  |                 |  |
| Luigi II d'Angiò       |                            | Elisabetta di Boemia      |                           |  |  |       |  |  |                       |  |  |                 |  |
|                        | Guido I di Blois-Châtillon | Ugo II di Blois-Châtillon |                           |  |  |       |  |  |                       |  |  |                 |  |
|                        | Guido I di Blois-Châtillon | Ugo II di Blois-Châtillon |                           |  |  |       |  |  |                       |  |  |                 |  |
|                        | Guido I di Blois-Châtillon | Beatrice di Fiandra       |                           |  |  |       |  |  |                       |  |  |                 |  |
| Carlo di Blois         | Guido I di Blois-Châtillon |                           |                           |  |  |       |  |  |                       |  |  |                 |  |
|                        |                            | Margherita di Valois      | Carlo di Valois           |  |  |       |  |  |                       |  |  |                 |  |
|                        |                            | Margherita di Valois      | Carlo di Valois           |  |  |       |  |  |                       |  |  |                 |  |
|                        |                            | Margherita di Valois      | Margherita d'Angiò        |  |  |       |  |  |                       |  |  |                 |  |
| Maria di Blois         |                            | Margherita di Valois      |                           |  |  |       |  |  |                       |  |  |                 |  |
|                        |                            | Guido di Penthièvre       | Arturo II di Bretagna     |  |  |       |  |  |                       |  |  |                 |  |
|                        |                            | Guido di Penthièvre       | Arturo II di Bretagna     |  |  |       |  |  |                       |  |  |                 |  |
|                        |                            | Guido di Penthièvre       | Maria di Limoges          |  |  |       |  |  |                       |  |  |                 |  |
| Giovanna di Penthièvre |                            | Guido di Penthièvre       |                           |  |  |       |  |  |                       |  |  |                 |  |
|                        |                            | Giovanna d'Avaugour       | Enrico IV d'Avaugour      |  |  |       |  |  |                       |  |  |                 |  |
|                        |                            | Giovanna d'Avaugour       | Enrico IV d'Avaugour      |  |  |       |  |  |                       |  |  |                 |  |
|                        |                            | Giovanna d'Avaugour       | Giovanna d'Harcourt       |  |  |       |  |  |                       |  |  |                 |  |
|                        |                            | Giovanna d'Avaugour       |                           |  |  |       |  |  |                       |  |  |                 |  |

### Fonti primarie
- (FR)  Histoire généalogique et chronologique de la maison royale de France, tomus I.
- (FR)  Mémoires pour servir de preuves à l'Histoire ecclésiastique et civile de Bretagne, Tome I.
- (FR)  Chronique normande de Pierre Cochon, notaire apostolique à Rouen.
- (FR)  Histoire généalogique de la maison royale de Dreux (Paris), Luxembourg.
- (FR)  Delachenal, R. (1916) Chronique des règnes de Jean II et de Charles V, Tome II.
- (LA)  Documenti diplomatici tratti dagli Archivj Milanesi, Volume 1.

### Letteratura storiografica
- Romolo Caggese, Italia, 1313-1414, in Storia del mondo medievale, vol. VI, 1999, pp. 296– 331
- Guillaume Mollat, I papa di Avignone il grande scisma in Storia del mondo medievale, vol. VI, 1999, pp. 531–568
- A. Coville, Francia: Armagnacchi e Borgognoni (1380-1422) in Storia del mondo medievale, vol. VI, 1999, pp. 642–672
- Paul Fournier, Il regno di Borgogna o di Arles dall'XI al XV secolo in Storia del mondo medievale, vol. VII, 1999, pp. 383–410
- Patrizia Sardina, LUIGI II d'Angiò, re di Sicilia, in Dizionario biografico degli italiani, vol. 66, Roma, Istituto dell'Enciclopedia Italiana, 2006.